# Посланица Филипљанима
Посланицу је написао Свети апостол Павле из сужањства у Риму, негде између 61. и 63. године. Опште је прихваћено међу свим теолозима да је посланицу написао апостол Павле. Дио теолога сматра, да је мали део 2. поглавља (Фил 2,5—11) хришћански химан, који је Павле цитирао. Посланица је намењена хришћанској заједници у грчком граду Филипи у покрајини Македонији, гдје су били једни од најранијих хриршћана у Европи. Постајала је велика наклоност између те хришћанске заједнице и апостола Павла. Иако су били сиромашни, показивали су велику спремност на сарадњу, дарежљивост и заузимање у ширењу хриршћанства.